# Space Empires (jeu vidéo)
Space Empires est un jeu vidéo 4X de stratégie au tour par tour développé par Aaron Hall et publié en shareware en 1994 sur PC (Windows). Il est le premier épisode de la série Space Empires.